# Max Delbrück (biofysiker)

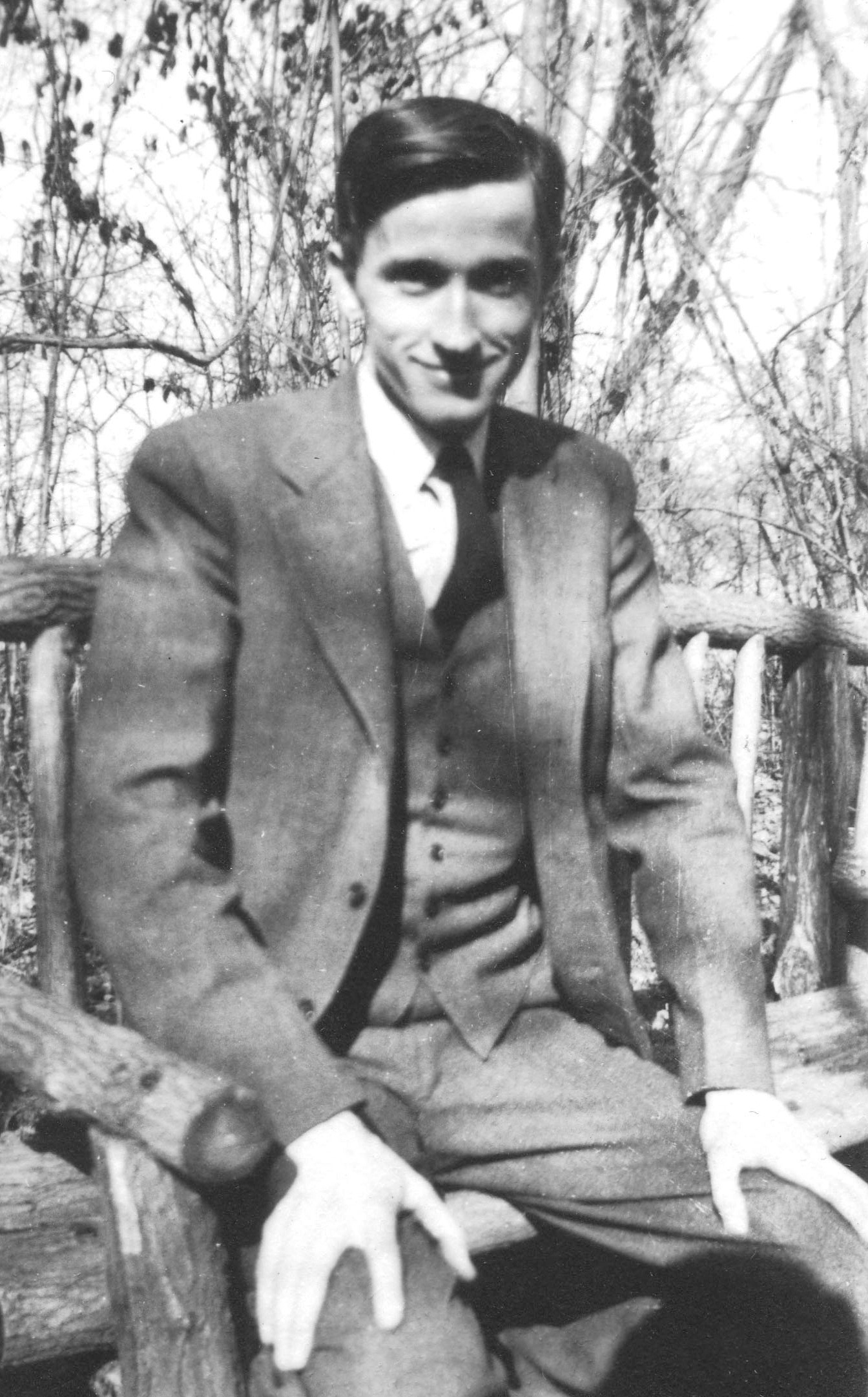
Max Delbrück i yngre dagar.

Max Ludwig Henning Delbrück, född 4 september 1906 i Berlin, död 9 mars 1981 i Pasadena, Los Angeles County, Kalifornien, var en tysk-amerikansk biofysiker och nobelpristagare.

## Biografi
Delbrück var professor i biologi vid Caltech (California Institute of Technology) i Kalifornien.  
År 1969 erhöll han, tillsammans med Alfred Day Hershey och Salvador Edward Luria, Nobelpriset i fysiologi eller medicin. De tre klarade under 1940-talet ut hur bakteriofager, ett slags virus, förökar sig och fick på detta sätt – i ett system av levande materia av enklast möjliga byggnad – kunskap om de fundamentala livsprocesserna i cellen. Därmed lades grunden till den moderna molekylärbiologin och till förståelsen av virussjukdomarnas natur och ärftlighetens kemi.
Han var son till Hans Delbrück och brorson till Max och Ernst Delbrück.

## Eftermäle
Asteroiden 15264 Delbrück är uppkallad efter honom.